# Ceratoscopelus townsendi
Ceratoscopelus townsendi är en fiskart som först beskrevs av Eigenmann och Eigenmann, 1889.  Ceratoscopelus townsendi ingår i släktet Ceratoscopelus och familjen prickfiskar. Inga underarter finns listade i Catalogue of Life.